# أولاد عمار (بني ايدو)
أولاد عمار هو دُوَّار يقع بجماعة واد النعناع، إقليم سطات، جهة الدار البيضاء سطات في المملكة المغربية. ينتمي الدوّار لمشيخة بني ايدو التي تضم 9 دواوير. يقدر عدد سكانه بـ 549 نسمة حسب الإحصاء الرسمي للسكان والسكنى لسنة 2004.

## روابط خارجية
- البوابة الوطنية للجماعات الترابية
- المندوبية السامية للتخطيط